# 调车机车

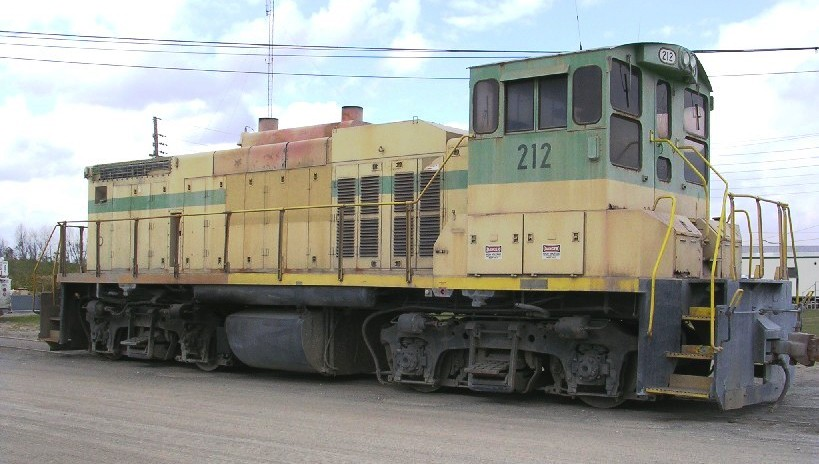
美国现役的EMD MP15DC

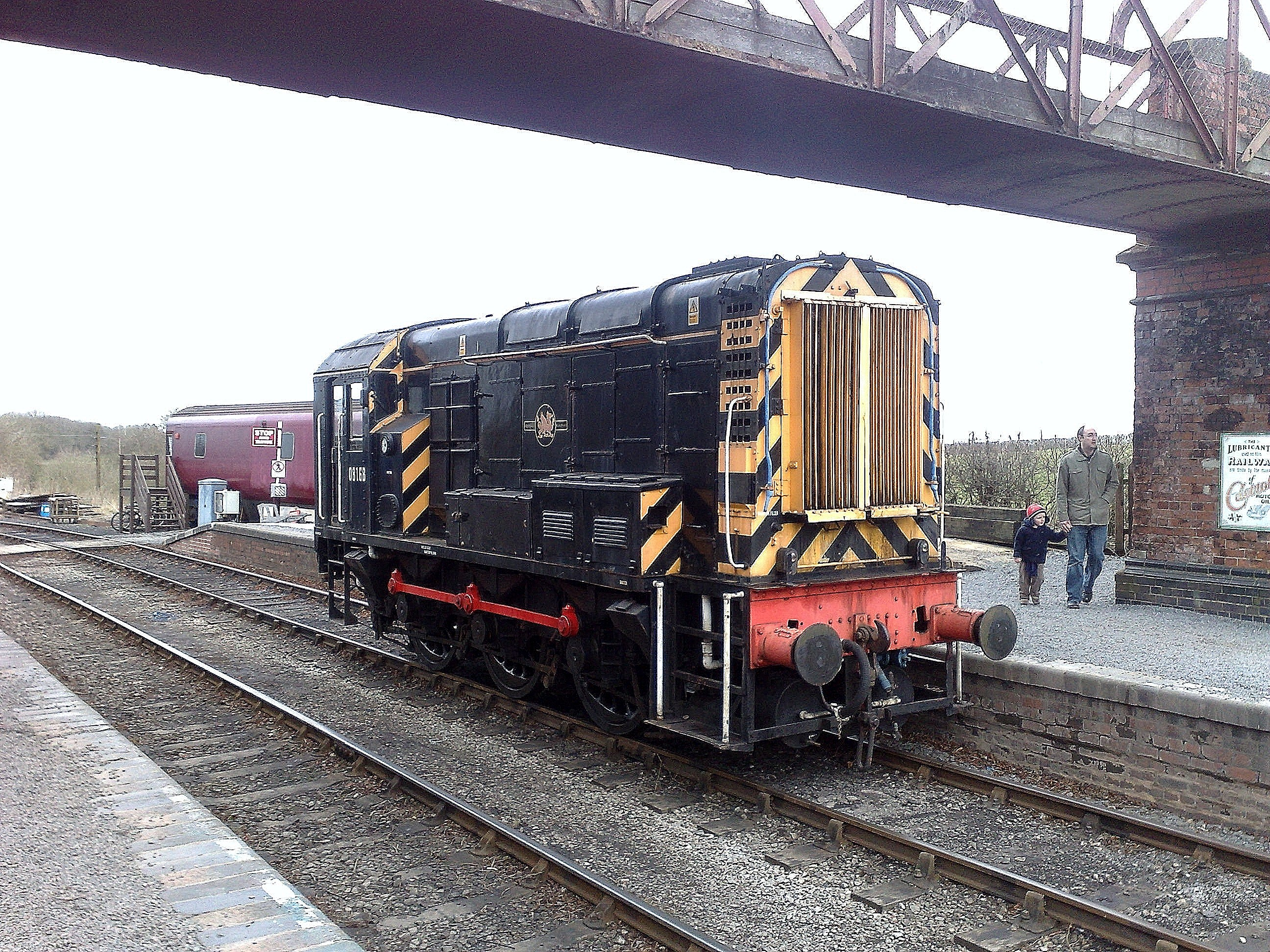
欧洲典型的小型调车机车：英国铁路08型柴电机车

调车机车（美国：switcher/switch engine，英国：shunter）是一类小型的铁路机车，专门用于在铁路车站执行调车任务。铁路的编组站、区段站一般固定配属若干台调车机车；中间站如果没有调车机车，就用本务机车执行调车任务。

## 特点
专门设计的调车机车一般具有较小的功率（与干线机车相比），但牵引效力更高，启动重载列车更快；牵引力更大，但设计运行速度上限较低。驱动轮的轮径较小。 
美国的调车机车较大，转向架适用于小半径曲线。欧洲的调车机车趋向于小型化，固定轴、无转向架。 
调车机车的工作环境恶劣，起停频繁，因而损耗较快。  

## 动力类型
现今调车机车主流是内燃动力。

## 照片

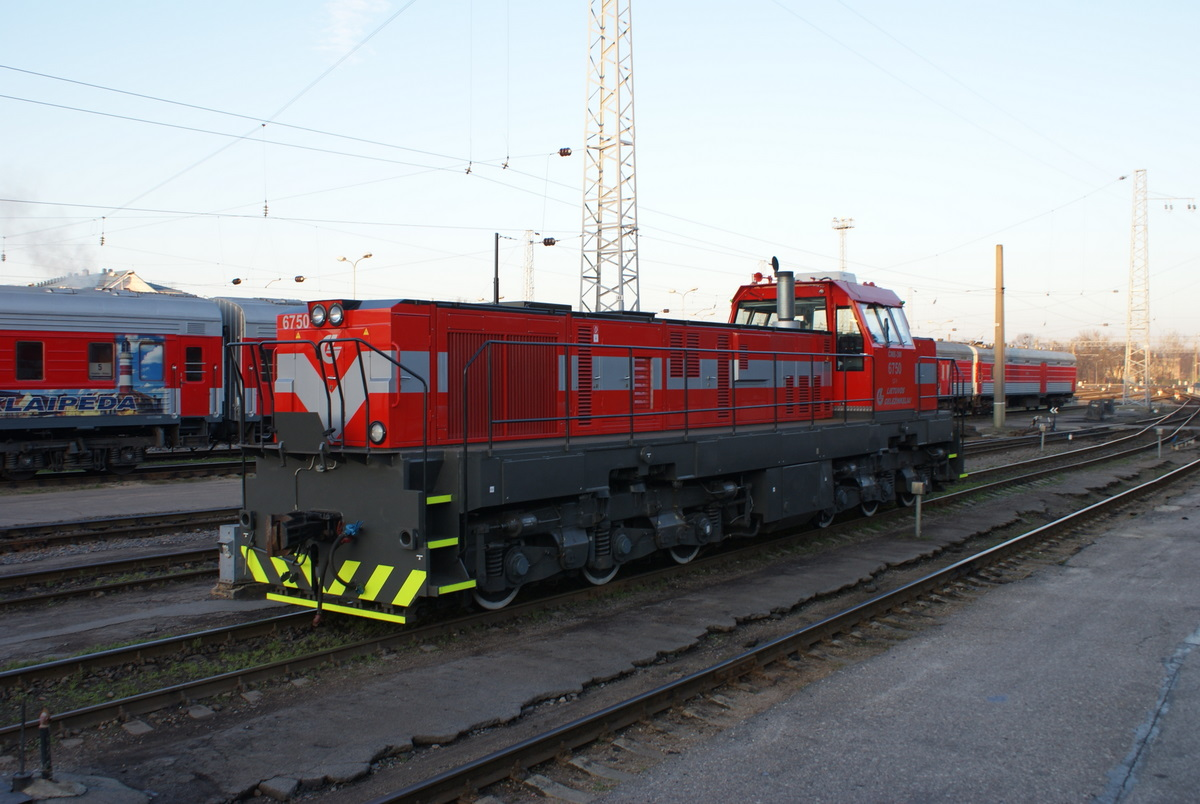
在立陶宛维尔纽斯的ChME-3ME型6750号柴油调车机车
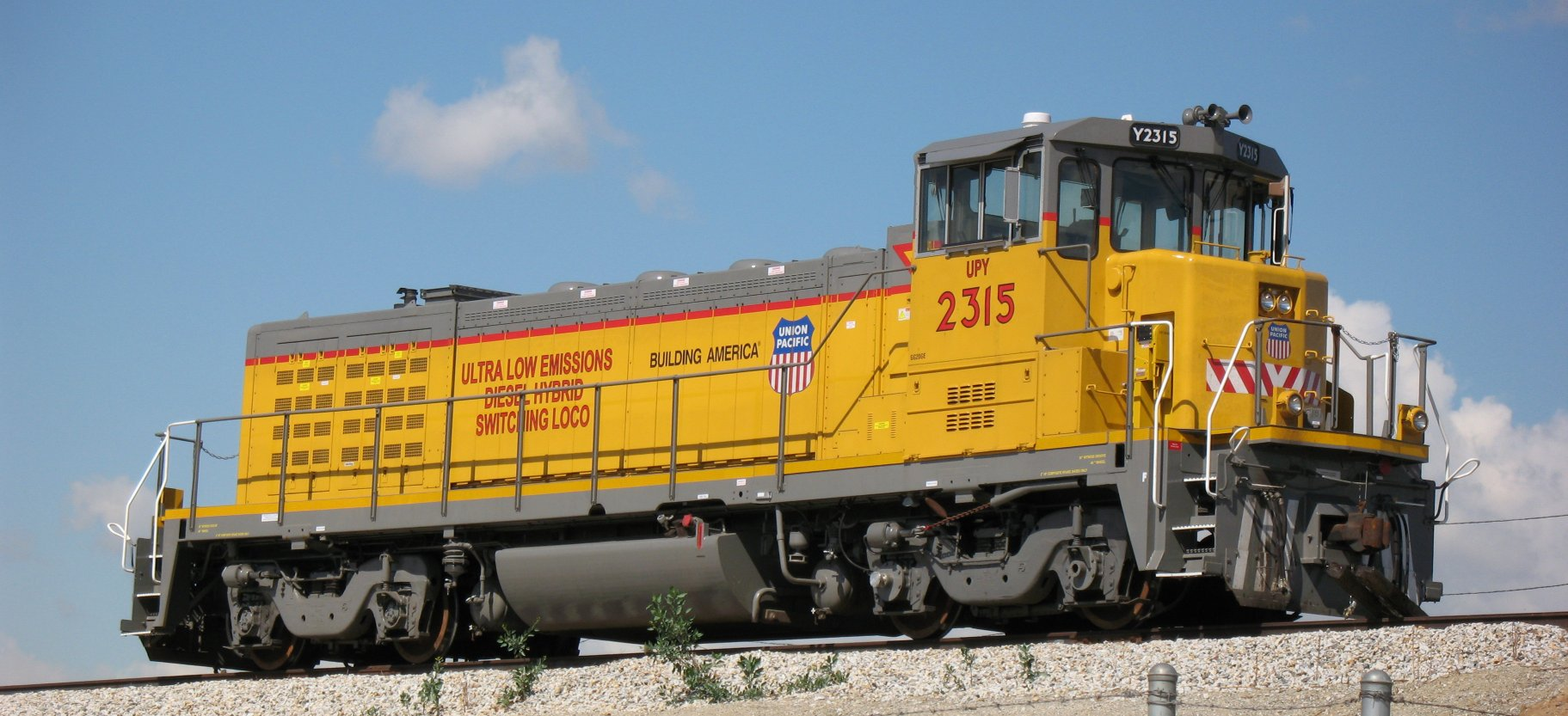
RailPower Railpower GG20B Green Goat
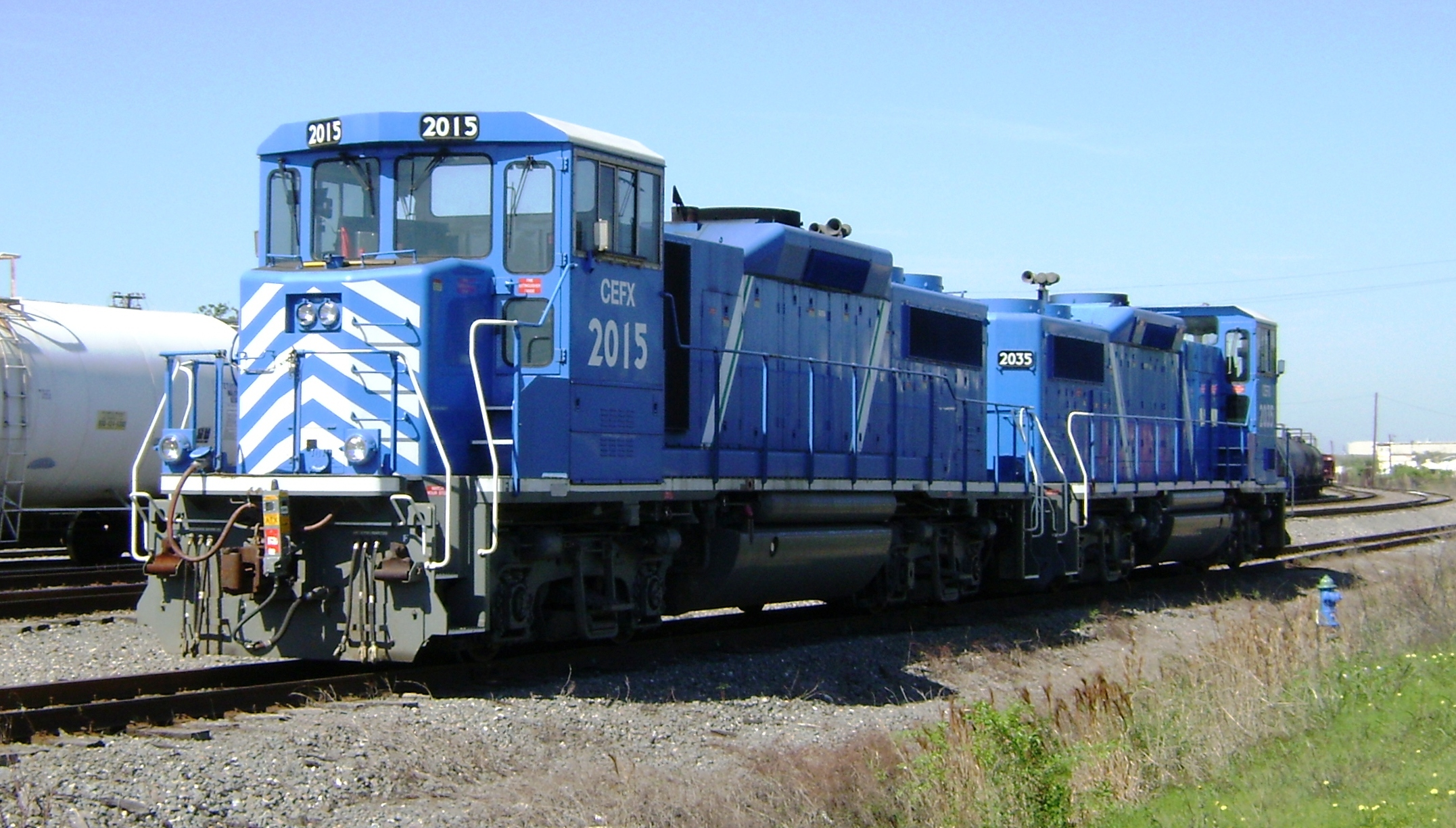
Wabtec EMD GP20D Switcher
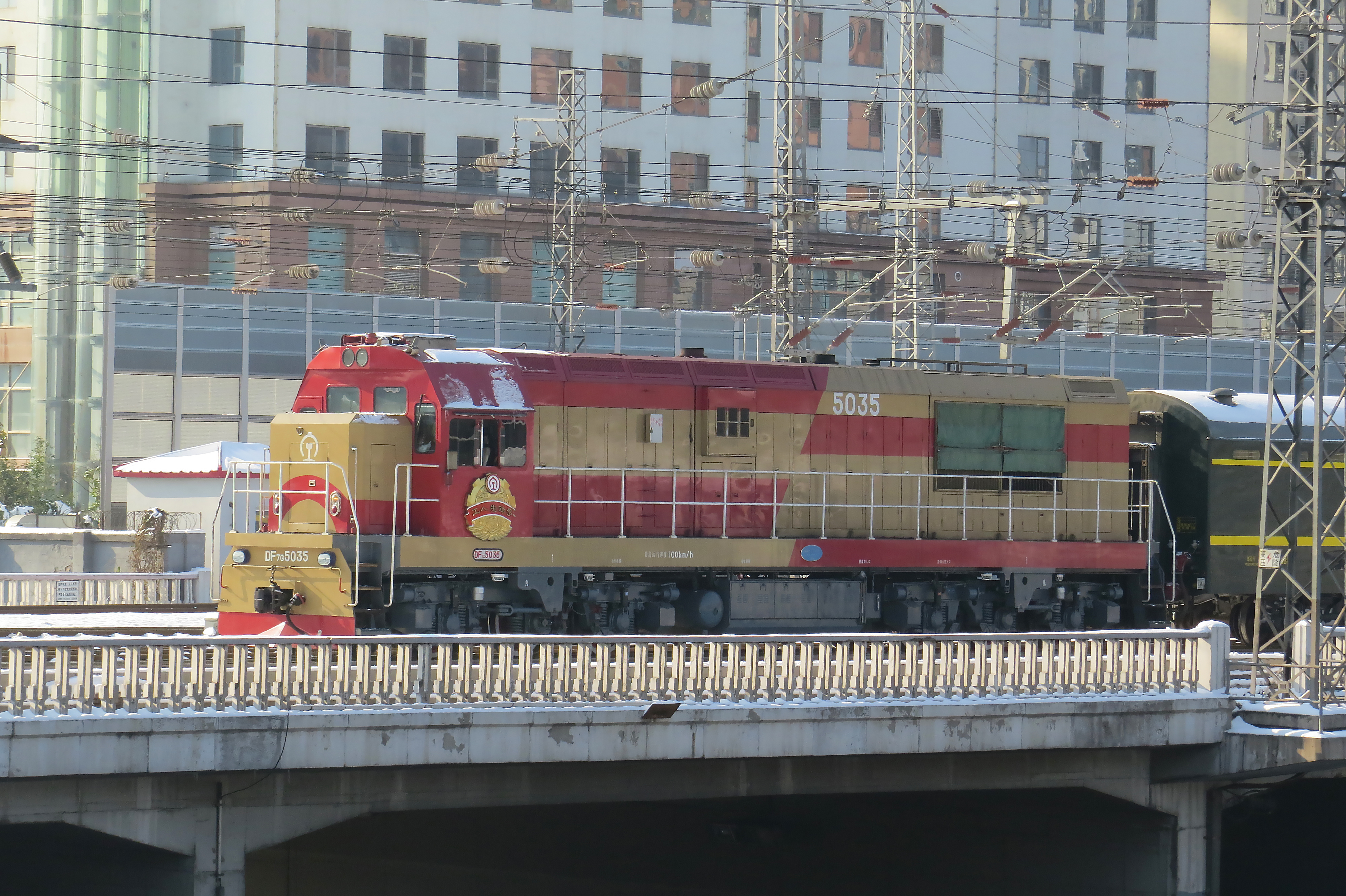
在北京西站将京九直通车车底回送进站的东风7G型柴油机车
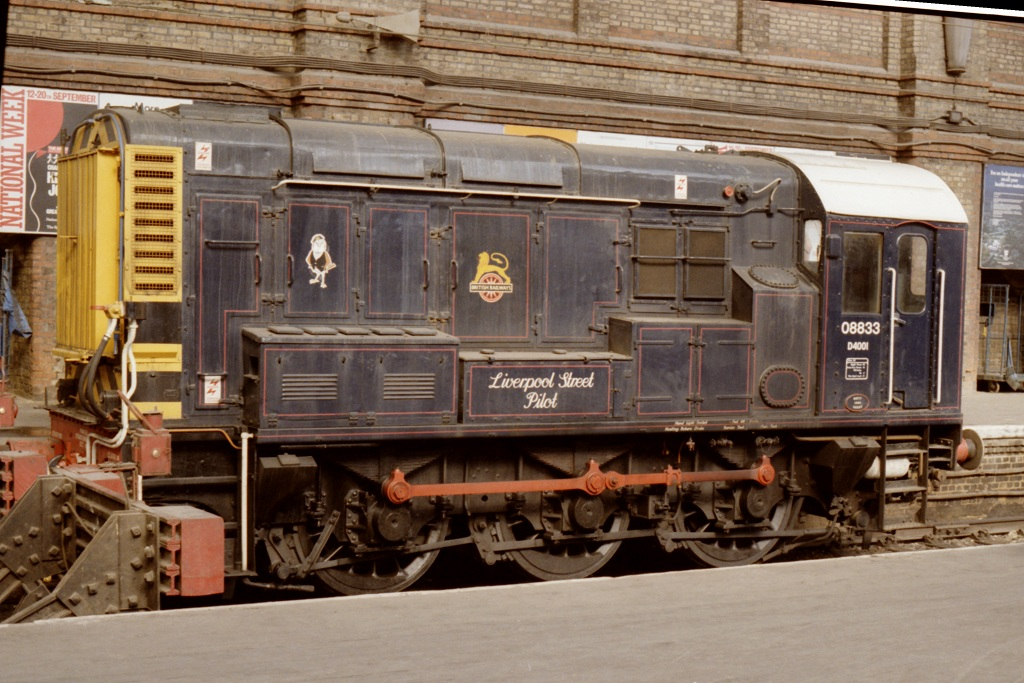
British Rail 08833 in "Liverpool Street Pilot" duties
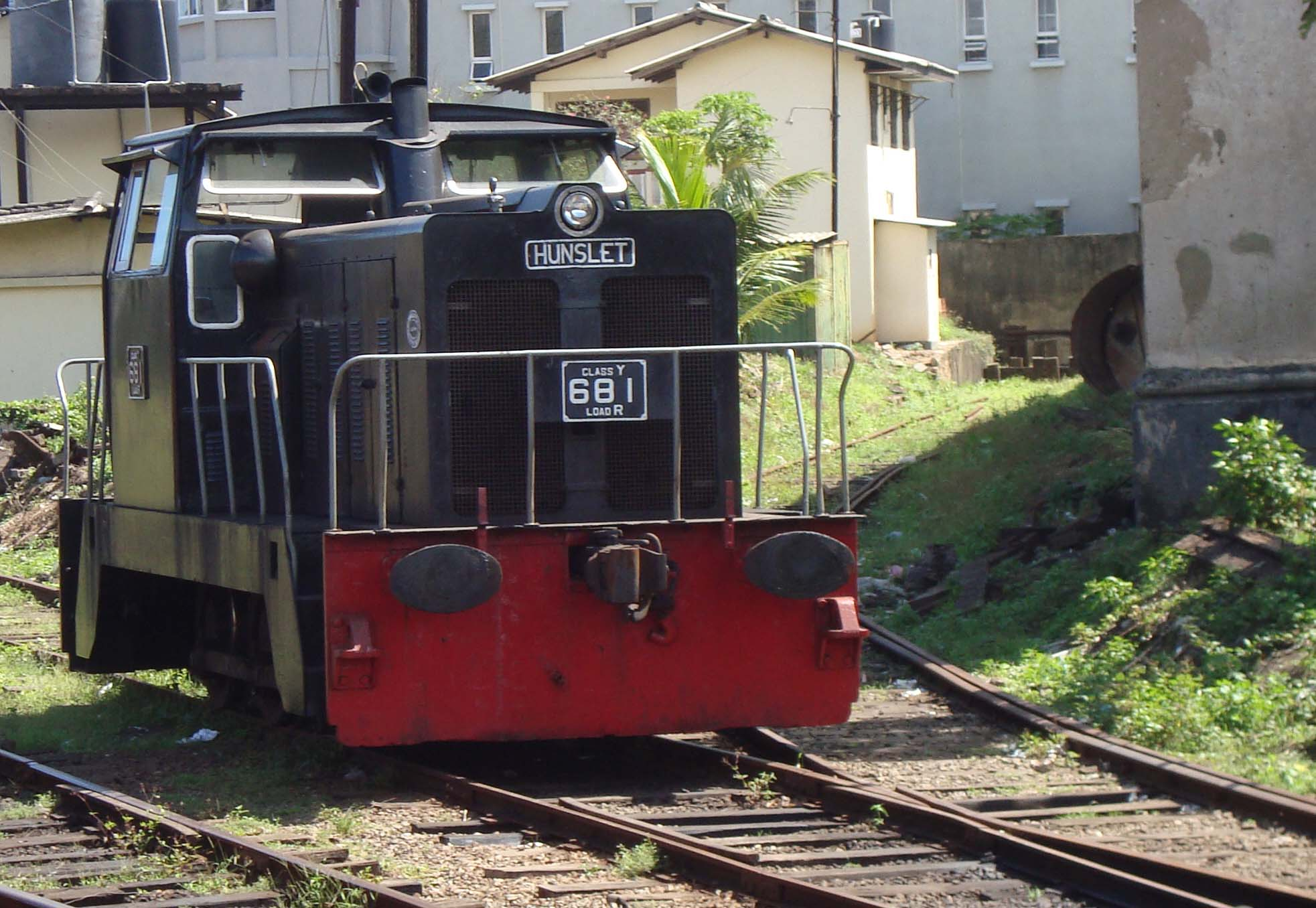
Class Y Hunslet Diesel Shunter Operated By Sri Lanka Railways
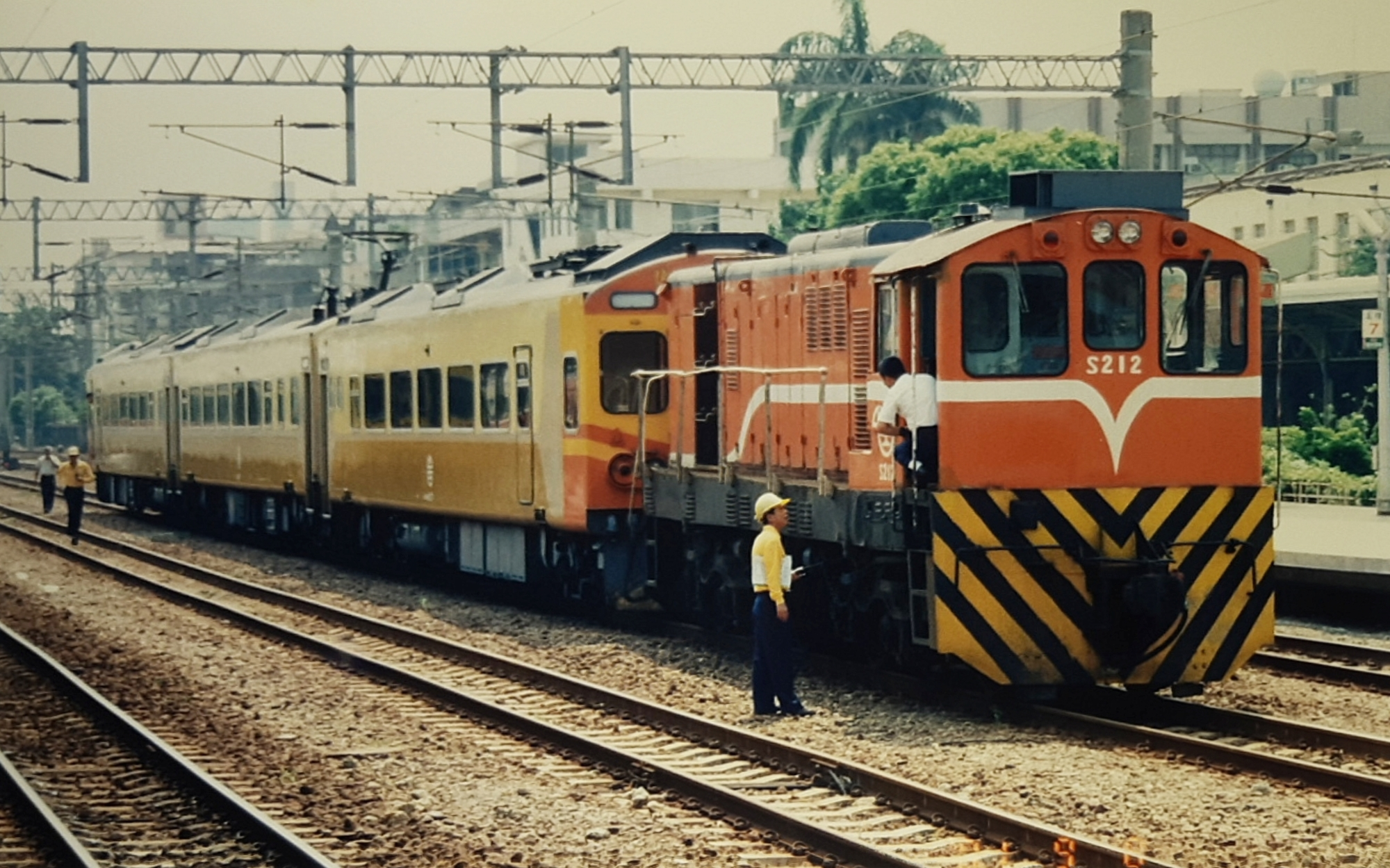
台灣鐵路管理局S200型柴電機車